# San Martín de los Andes
San Martín de los Andes ist die Hauptstadt des Departamento Lácar in der Provinz Neuquén im Südwesten Argentiniens. Der Ort gehört in der Klassifikation der Gemeinden der Provinz Neuquén zu den Gemeinden der 1. Kategorie. 

## Herkunft des Namens
In der araukanischen Sprache des Mapudungun ist der Name der Stadt Pucaullhué. Dieses Wort bedeutet Ort der Möwen.

## Geschichte
Der Oberst Jorge Juan Rhode gründete die Stadt am 4. Februar 1898. Der Kazike Curruhunca war der Herrscher der Gegend vor der Stadtgründung.

## Geographie
Die Stadt liegt am Lago Lácar und befindet sich in der Nähe der Anden. San Martín de los Andes liegt etwa 1.575 km von Buenos Aires entfernt.

## Wirtschaft
San Martín de los Andes ist das wichtigste touristische Zentrum der Provinz Neuquén. Touristen kommen das ganze Jahr über in die Gegend, zum Fischen, Wandern, Kanu- und Kajakfahren aber auch zum Skifahren im Winter im Skigebiet am nahegelegenen Cerro Chapelco.
Etwa 18 Kilometer nordöstlich der Stadt befindet sich der Flughafen San Martín de los Andes. 

## Bevölkerung
Nach Schätzungen des INDEC stieg die Einwohnerzahl von 14.842 Einwohnern (1991) auf 22.432 Einwohner im Jahre 2001. Heutzutage beträgt die Einwohnerzahl der Stadt mehr als 25.000 Einwohner.

## Persönlichkeiten
- Nicolás Quintero (* 2006), Skirennläufer